# Clifton Williams
Clifton Curtis Williams, detto C.C. (Mobile, 26 settembre 1932 – Tallahassee, 5 ottobre 1967), è stato un astronauta statunitense, maggiore del corpo dei marines statunitensi.

## Biografia
Williams si laureò nel 1954, ottenendo il titolo di Bachelor of Science in ingegneria meccanica presso la Auburn University. Siccome si era arruolato presso la marina militare durante i suoi studi, il 9 agosto di quell'anno, passò al corpo dei marines americani immediatamente con il grado di secondo luogotenente. Si sposò con Beth Lansche Williams con la quale ebbe due figlie: Catherine e Jane Dee (nata dopo la sua morte).
Williams si candidò alla NASA e venne presentato al pubblico il 17 ottobre 1963 assieme ai 13 ulteriori astronauti del terzo gruppo scelto dalla NASA. Il suo addestramento non iniziò comunque prima del febbraio del 1964. Il suo incarico speciale consistette nella collaborazione per l'elaborazione della strumentazione interna delle capsule spaziali nonché per vari sistemi di sicurezza.
Il suo primo incarico "ufficiale" (già in precedenza aveva collaborato quale assistente nel centro di controllo p.e. durante Gemini 3) per una missione spaziale fu il ruolo di Capsule Communicator della missione Gemini 4 nel giugno del 1965. Fu la missione durante la quale l'astronauta Edward White eseguì la prima attività extraveicolare di un astronauta americano.
Il 21 marzo 1966 venne nominato per l'equipaggio di riserva della missione Gemini 10 svoltasi a giugno di quell'anno come sostituto di Michael Collins. Anche per la missione di Gemini 11, nel settembre del 1966 assunse il ruolo di Capcom.
Dopo quest'esperienza passò al programma Apollo dove venne istruito quale futuro pilota del modulo lunare. Il 22 dicembre 1966, la NASA annunciò gli equipaggi previsti per il secondo e terzo volo dell'Apollo – allora ancora correnti sotto le denominazioni di "missione D" e "missione E". Williams venne nominato quale membro dell'equipaggio di riserva per la missione E, insieme agli astronauti Charles Conrad e Richard Gordon. Dopo la catastrofe dell'Apollo 1 vennero comunque bloccate tutte le decisioni precedentemente prese. Ripresi i programmi, la NASA confermò la decisione precedente e nominò Williams quale membro dell'equipaggio di riserva per la missione – ora denominata ufficialmente – Apollo 9. Seguendo la prassi in uso alla NASA sarebbe stato suo l'incarico di pilota del modulo lunare per la missione di Apollo 12.
Morì a causa di un incidente di volo, causato da un errore meccanico che gli fece perdere il controllo sull'aereo jet del tipo T-38 Talon che stava pilotando. Precipitò nelle vicinanze di Tallahassee in Florida. La sua morte prematura comportò la sua sostituzione con Alan Bean quale membro dell'equipaggio di riserva per Apollo 9. Bean era stato comandante dell'equipaggio di riserva della missione Gemini 10.
In suo onore comunque, l'emblema della missione di Apollo 12 contiene quattro stelle – una ciascuna per gli astronauti che volarono la missione ed una, per l'appunto, in onore di Williams. Williams è sepolto presso il Cimitero nazionale di Arlington, in Virginia.